# آژانس امنیت سلامت انگلستان
آژانس امنیت سلامت انگلستان (UKHSA) یک آژانس دولتی در بریتانیا است که از آوریل ۲۰۲۱ مسئول حفاظت از سلامت عمومی و پیشرفت بیماری‌های عفونی در سراسر انگلیس است و جایگزین آژانس سلامت عمومی انگلستان هست. این یک آژانس اجرایی وزارت سلامت و مددکاری اجتماعی (DHSC) است.
تشکیل آژانس امنیت سلامت انگلستان اساساً وظایف بهبود سلامت عمومی انگلستان را به این آزانس منتقل کرد، در حالی که عناصر حفاظت از سلامت آن بخشی از آژانس دولتی جدید را تشکیل می‌دهند. کارکنان و سیستم‌ها در سال ۲۰۲۱ به سازمان جدید منتقل شدند. آزانس سلامت عمومی تا سپتامبر ۲۰۲۱ همچنان در سایه وجود داشت. آآژانس امنیت سلامت بریتانیا در ۱ اکتبر ۲۰۲۱ به‌طور کامل عملیاتی شد.

## نقش
مسئولیت‌های آژانس امنیت سلامت انگلستان عبارتند از:
- عملکردهای حفاظت از سلامت عمومی بهداشت انگلستان[۵]
- برنامه‌ریزی و اجرای پاسخ به تهدیدات سلامت خارجی مانند بیماری‌های همه گیر[۶]
- مرکز امنیت زیستی مشترک[۷]
- تست و ردیابی NHS[۷]
- مقررات دستگاه‌های تشخیص کرونا[۸]

آژانس امنیت سلامت انگلستان با بهداشت عمومی اسکاتلند، بهداشت عمومی ولز و آژانس بهداشت عمومی ایرلند شمالی همکاری می‌کند.